# Zwergwaldmaus

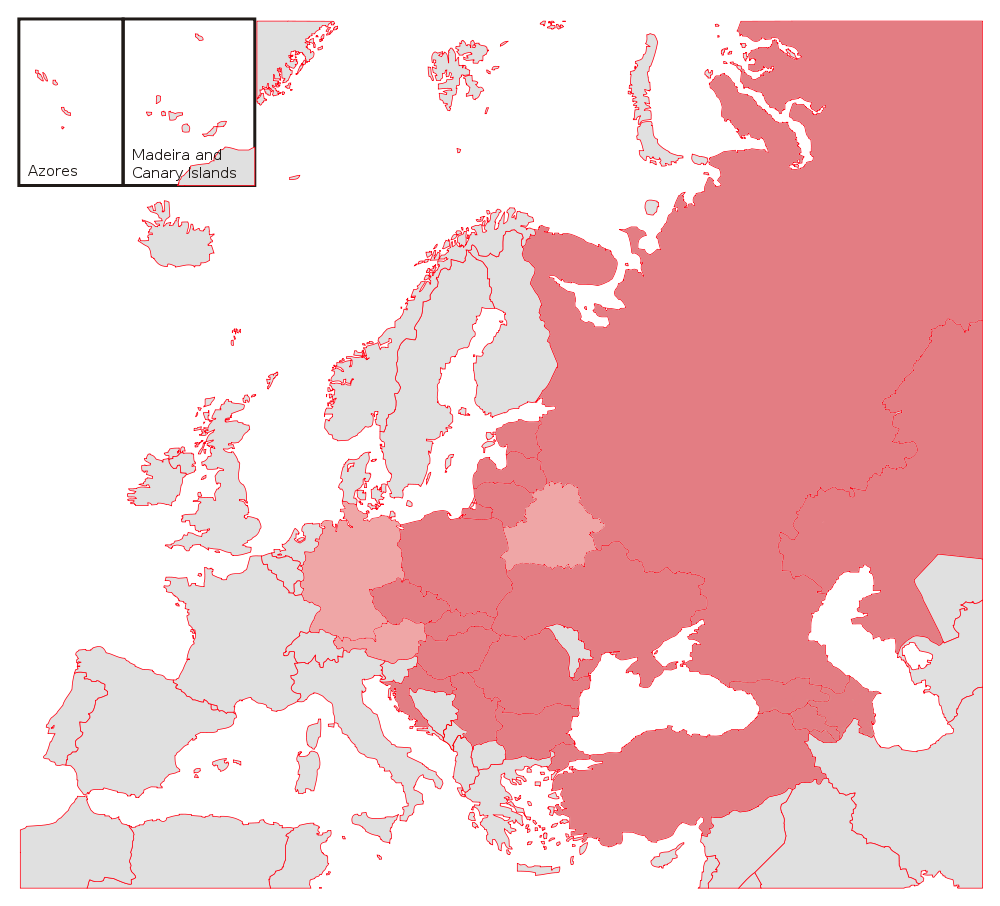
Länder in Europa mit Beständen der Zwergwaldmaus. Die Vorkommen in Deutschland, Österreich und Weißrussland galten in der Vorlage zu dieser Karte als unsicher.

Die Zwergwaldmaus (Apodemus uralensis) ist ein Nagetier in der Unterfamilie der Altweltmäuse, das in Eurasien vorkommt. Das Taxon galt längere Zeit als Unterart der gemeinen Waldmaus (Apodemus sylvaticus). Aufgrund mehrerer molekularbiologischer und morphologischer Untersuchungen in den 1990er Jahren und frühen 2000er Jahren wird die kleinere Form in aktuellen taxonomischen Werken als Art anerkannt. Für westliche Populationen dieser Form war zeitweilig der wissenschaftliche Name Apodemus microps in Gebrauch, der mittlerweile als Juniorsynonym gilt.

## Merkmale
Die Zwergwaldmaus erreicht eine Kopf-Rumpf-Länge von 85 bis 102 mm, eine Schwanzlänge von 64 bis 97 mm sowie ein Gewicht von 12 bis 26 g. Sie hat 17 bis 22 mm lange Hinterfüße und 14 bis 16 mm lange Ohren. Während das Fell der Oberseite für westliche Populationen als graubraun ohne Gelbanteil beschrieben wird, können bei asiatischen Populationen Exemplare mit heller sandfarbener oder rotbrauner Oberseite vorkommen. Bei allen Populationen gibt es eine deutliche Grenze zur weißen Unterseite mit hellgrauem Schimmer. Weiterhin ist der Schwanz in eine braune Oberseite und eine weißliche Unterseite aufgeteilt. Die Zwergwaldmaus hat an Händen und Füßen weiße Oberseiten. Gelegentlich kommt ein Kehlfleck vor, der vom umliegenden Fell abweicht.

## Verbreitung

Verbreitung der Zwergwaldmaus:
Ganzjähriges Vorkommen

Das Verbreitungsgebiet reicht über weite Teile Eurasiens mit noch nicht eindeutig geklärter Abgrenzung in südlichen und östlichen Bereichen. Die westliche Grenze reicht vom Baltikum über Polen, den Osten Deutschlands, Tschechien, Österreich östlich von Wien, Ungarn, Ost-Kroatien, östliche Bereiche Serbiens und Montenegro bis nach Bulgarien (größtmögliche Ausdehnung, wird nicht in allen Abhandlungen bestätigt). Im Süden kommt die Zwergwaldmaus unter anderem im Norden der Türkei, in der Kaukasusregion und in Kirgisistan vor. Sie erreicht im Osten den Nordwesten Chinas und den Altai.
Dieses Nagetier lebt bevorzugt im Flachland oder im Hügelland bis 400 Meter Höhe. Es kann jedoch in den Karpaten 1400 Meter sowie in asiatischen Gebirgen 3000 Meter Höhe erreichen. Die Zwergwaldmaus lebt bevorzugt in halboffenen oder offenen Landschaften und meidet zentrale Bereiche von Wäldern. Sie kann unter anderem an Waldrändern, in offenen Waldbereichen mit dichtem Unterwuchs, auf waldnahen Wiesen und Äckern oder auf anderen kultivierten Flächen angetroffen werden. In trockenen Regionen sucht sie die Nähe von Wasserläufen.

## Lebensweise
Beschreibungen des Verhaltens liegen vorrangig für europäische Populationen vor.
Die Zwergwaldmaus hält sich hauptsächlich am Boden auf. Sie ist zwischen Frühjahr und Herbst dämmerungs- oder nachtaktiv und schläft am Tage in unterirdischen Bauen. Diese liegen in den warmen Monaten dicht unter der Oberfläche und werden selbst gegraben, oder von anderen Tieren wie Feldmäusen oder Maulwürfen übernommen. Oft liegen die Baue mehrerer Exemplare dicht beieinander und Reviere von Männchen überlappen sich mit Territorien mehrerer Weibchen. So ist das Revierverhalten bei der Zwergwaldmaus geringer ausgeprägt als bei den meisten anderen Waldmäusen. Selbstgegrabene Baue sind einfach konstruiert mit einem Hauptgang, einer Kammer und einem Fluchtgang. Neben diesem Bau kann sich die Zwergwaldmaus in natürlichen Erdlöchern oder Kurzzeitbauen verstecken.
Beim Winterbau können die tiefsten Bereiche 1,5 Meter unter dem Grund liegen. Die zentrale Kammer wird mit Blättern und Gräsern gedämmt sowie mit Nahrungsvorräten gefüllt. Diesen Winterbau können sich ein Weibchen mit ihren Jungtieren und ein Männchen teilen.
Nach dem Winter besteht die Nahrung hauptsächlich aus wirbellosen Tieren, wie Insekten, Regenwürmern, Asseln und Spinnen. Wenn die Entwicklung der Pflanzen vorangeschritten ist, geht die Zwergwaldmaus zu vegetarischer Kost über. Sie frisst im Sommer vorwiegend Samen, Früchte, Gräser, Blüten, Nektar und Pollen. Im Herbst besteht die Nahrung hauptsächlich aus Früchten, während Samen als Vorrat in den Winterbau getragen werden. Neben dieser Reserve frisst die Zwergmaus im Winter Wurzeln und Knollen oder andere Pflanzenteile, die sie unter der Schneedecke findet.
Bei der Zwergwaldmaus kommen ein Wurf im Frühling und ein Wurf zu Beginn des Herbstes vor. Die Anzahl der Nachkommen pro Wurf liegt meist zwischen 2 und 4. Jungtiere des ersten Wurfes erreichen die Geschlechtsreife nach zwei Monaten, während die Nachkommen des zweiten Wurfes erst nach dem Winter fortpflanzungsfähig sind.